# 奧地利—美國關係
奥美关系是奥地利和美国之间的双边关系。

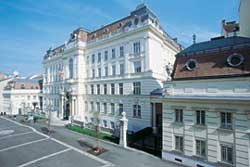
美国驻维也纳大使馆

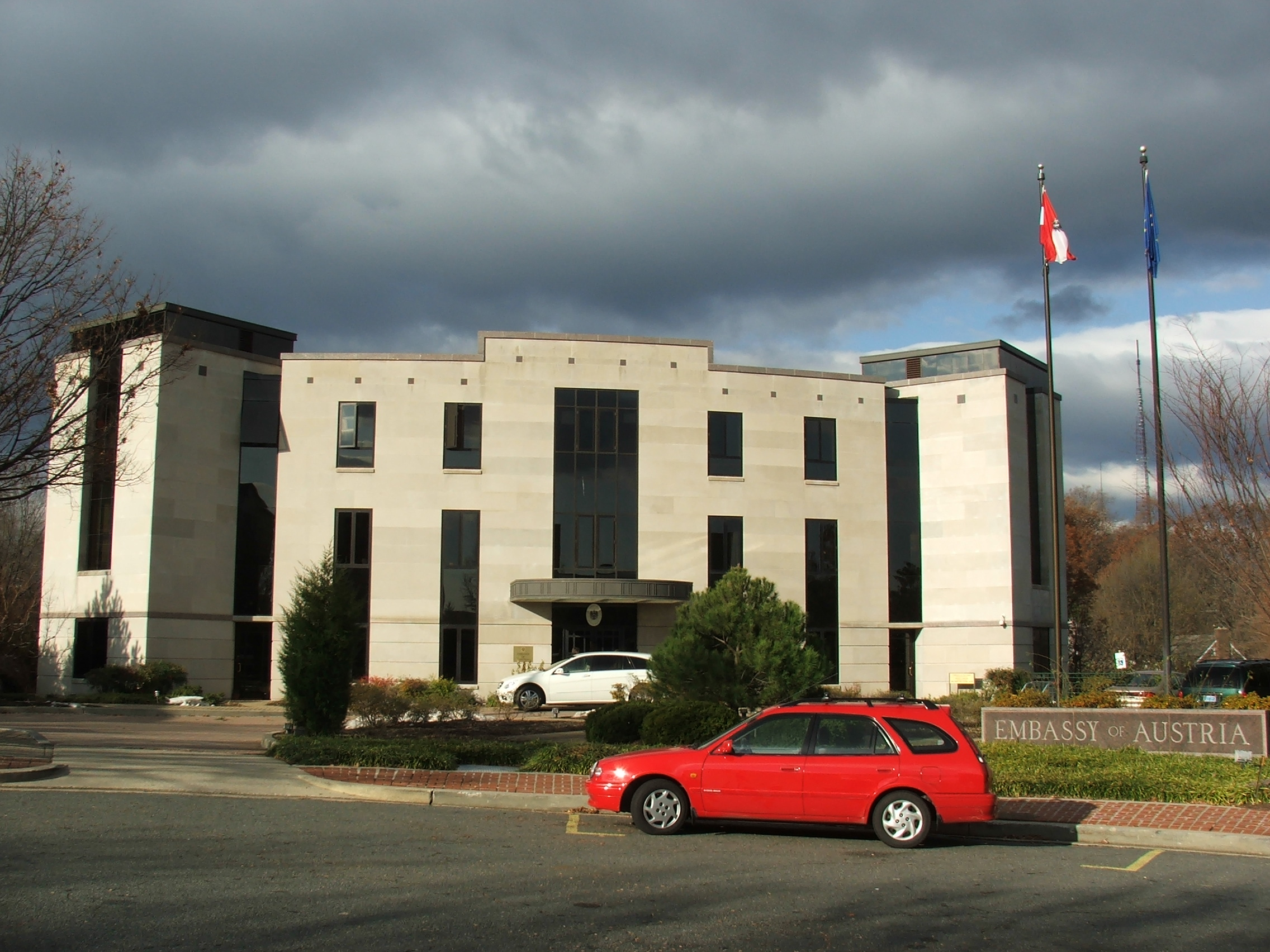
奥地利驻华盛顿大使馆

美国驻奥地利大使馆位于维也纳。自2018年以来，美国驻奥地利大使为特雷弗·D·特雷纳。奥地利驻美国大使馆位于华盛顿特区。
目前大约有735,128名奥地利裔美国人居住在美国。
根据2012年《美国全球领导力报告》，31%的奥地利人支持美国的领导力，40%的人反对，29%的人不确定。

## 历史
1914年以前，两国关系很正常，但由于1848-49年的动荡，两国关系出现严重紧张。Stephen Tuffnell教授说：
美国国内政治一如既往地催化着哈布斯堡家族频繁而又浮躁的失礼行为。因此，当1848年欧洲大陆爆发民族分裂主义革命时，美国境内的科蘇特·拉約什和匈牙利48人的热情支持使华盛顿和维也纳陷入冲突。刘易斯•卡斯激发了参议院和民主党媒体的亲匈牙利热情;在泰勒和菲尔莫尔担任总统期间，美国国务院曾考虑承认匈牙利的独立;最后，1851年，美国海军“密西西比号”从奥斯曼帝国手中“拯救”科蘇特·拉約什，导致两国关系破裂。只有和解的主要反对者丹尼尔•韦伯斯特之死，才避免了这场危机。
1917年，美国在卷入第一次世界大战后，与德意志帝国一起对奥匈帝国宣战。美国通过马歇尔计划和《奥地利州条约》，在二战后奥地利的重建过程中发挥了重要作用。
维也纳经常被选为重要的超级大国首脑会议的地点，例如1961年6月与美国总统约翰·f·肯尼迪和苏联总理尼基塔·赫鲁晓夫举行的维也纳首脑会议，或者1979年6月与美国总统吉米·卡特和苏联总书记列昂尼德·勃列日涅夫签署的《第二阶段限制战略武器条约》。
1984年2月，奥地利总统魯道夫·基希施萊格对美国进行了国事访问。这是奥地利总统首次对美国进行国事访问。
1995年9月，美国总统克林顿邀请奥地利总统托马斯·克莱斯蒂尔对华盛顿特区进行工作访问，该事件发生在10月19日。
2006年6月21日，美国总统布什在维也纳霍夫堡皇宫与奥地利外交大臣菲舍尔举行双边会谈，美国国务卿赖斯和奥地利外长普拉斯尼克也出席了会谈。